# Arena Wars
Arena Wars ist ein 3D-Echtzeit-Strategiespiel, das Strategie- mit Action-Elementen verbindet. Es wurde entwickelt vom vierköpfigen hannoverschen Entwicklerteam exDream in Zusammenarbeit mit Ascaron. Als Publisher tritt Take 2 Interactive auf. Um die Presse kümmert sich die Presseagentur Between Us!.
Obwohl das Spiel innovative Features wie z. B. Webcamunterstützung bietet, von der Fachpresse hoch gelobt wurde und mehrere Auszeichnungen erhielt (siehe Auszeichnungen), blieb der große kommerzielle Erfolg aus. Das ist wohl zum einen auf mangelnde Werbung, als auch auf den ungewöhnlichen Genremix zurückzuführen, der bei der breiten Masse der Spieler keinen Anklang fand.

## Spielprinzip
Im Jahr 2137 hat sich eine militärische Trainingssimulation in eine Sportart verwandelt, welche namensgebend Arena Wars heißt. Dabei treten im einfachsten Fall 2 Spieler, in Mehrspielerkämpfen 2 Teams mit 1 oder 2 Spielern gegeneinander an. Jeder Spieler verfügt zu Beginn über 2 Gebäude, ein Kraftwerk, das Basis und Radar mit Energie versorgt, sowie einen Teleporter, der neue Einheiten nach Fertigstellung in die Basis teleportiert.
Zu Beginn verfügt jeder Spieler über 1000 €. (Hier nimmt Arena Wars eine Sonderstellung gegenüber anderen Spielen ein, deren Währung meist entweder Dollar, Credits, eine fiktive Währung oder Ressourcen wie Gold und Holz darstellt.) Mit diesem Geld kann der Spieler Einheiten bestellen, die nach Fertigstellung durch den Teleporter in die Basis teleportiert werden. Die Einheiten kosten je nach Typ zwischen 50 und 175 €.
Wird nun eine Einheit im Kampf gegen gegnerische Einheiten zerstört, so wird das Geld, das für die Einheit ausgegeben wurde, wieder an den Spieler zurückgezahlt, was anderweitigen Ressourcenabbau unnötig macht und gleichzeitig die Anzahl der Einheiten auf einen Gesamtwert von 1000 € begrenzt.
Die Karten sind darauf ausgelegt, dass man an vielen Fronten gleichzeitig kämpft, indem Basen und taktisch wichtige Punkte gut verteilt und durch viele Wege vernetzt sind. Besonders wichtig ist dabei auch die Verteidigung des Kraftwerks, das sich zwar bei Zerstörung regenerieren kann, was aber einige Sekunden in Anspruch nimmt, in denen Radar und Truppenproduktion außer Gefecht gesetzt sind.

### Spielmodi
Obwohl Arena Wars ein Strategiespiel ist, sind die Spielmodi bekannten Actionspielen entlehnt. Im Allgemeinen ist das Spielziel ein Punktsieg, indem man als erster eine vorgegebene Anzahl an Punkten erreicht. Die Art, Punkte zu erreichen, hängt vom Spielmodus ab.
- Capture the flag: Neben den 2 genannten Gebäuden gibt es in jeder Basis einen Flaggenpunkt, auf dem die eigene Flagge steht. Ziel ist es, in die feindliche Basis zu gelangen, deren Flagge durch Aufsammeln durch eine beliebige Einheit zu klauen und in der eigenen Basis auf den Flaggenpunkt zu stellen, um einen Punkt zu erringen. Wird die die Flagge tragende Einheit vorher getötet, kann eine andere eigene Einheit die Flagge wie einen Staffelstab übernehmen. Gelingt dies vorher einer gegnerischen Einheit, wird die Flagge auf ihren ursprünglichen Flaggenpunkt zurückgesetzt.
- Double Domination: In diesem Modus stehen auf der Karte verteilt zwei den Flaggenpunkten ähnlichen, aber neutrale Domination-Punkte. Außerdem steht in der eigenen Basis ein Domination-Key bereit, den eine eigene Einheit aufsammeln kann. Wird dieser Key auf einem der Punkte platziert, verfärbt sich der Punkt in die eigene Teamfarbe. Der Key verschwindet und es erscheint ein neuer in der Basis. Platziert der Gegner auf dem eigenen Punkt seinen eigenen Key, erobert er damit den Punkt seinerseits. Ziel ist es, beide Punkte zu erobern und 20 Sekunden lang zu halten. Gelingt dies, erhält man einen Punkt und die Domination-Punkte werden wieder neutral.
- Bombing Run: In beiden Basen befindet sich je ein Bombenpunkt, auf dem eine Bombe platziert werden kann. Dieses Corpus Delicti befindet sich in der Mitte der Karte. Ziel ist es, diese Bombe (es gibt nur eine) auf dem gegnerischen Bombenpunkt zu platzieren. Gelingt dies, beginnt in der Bombe ein Countdown von 20 Sekunden. Gelingt es dem Gegner, die Bombe aufzunehmen, stoppt der Countdown, wird aber nicht zurückgesetzt. So wird im Laufe des Spiels die Bombe immer heißer, da jedes Mal, wenn die Bombe auf einem Punkt platziert wird, der Countdown dort weiterverläuft, wo er vorher gestoppt wurde. So ist es theoretisch möglich, die Bombe auf dem eigenen Punkt zu belassen, bis sie auf 1 Sekunde herunter ist, und dann zum Gegner vorzustoßen, der so gar keine Möglichkeit mehr hat, etwas gegen den Ablauf des Countdowns zu tun, was zu einer fulminanten Explosion und einem Punkt für den Bombenplatzierer führt.

### Einheiten
Arena Wars kommt im Vergleich zu anderen Computerspielen mit erstaunlich wenigen Einheitentypen aus, nämlich nur 6, die für jeden Spieler gleich sind. Im Gegenzug sah exDream, auch durch die 1000-€-Grenze, von Masseneinheiten ab, und spendierte allen Einheiten Spezialfähigkeiten sowie dem Spiel ein Stein-Schere-Papier-Prinzip. Außerdem können Einheitentypen durch ein Upgrade in einem Upgrade-Gebäude aufgewertet werden.
Es mag seltsam erscheinen, dass Buggys gegen Artillerie sowohl gut als auch schlecht sind, ebenso umgekehrt. Das liegt an der Position: Wenn der Buggy in einen Kampf verwickelt ist oder sich aus anderen Gründen weit von der Artillerie entfernt unbewegt aufhält, hat die Artillerie aufgrund der Geschosse einen Vorteil. Schafft es aber der Buggy nahe genug an die Artillerie heran, ist er aufgrund der Mindestschussweite der Artillerie klar im Vorteil, weil diese den Buggy in so kurzer Entfernung nicht beschießen kann und somit wehrlos ist.

## Nachfolger
Am 22. Juni 2007 erschien eine Neuauflage unter dem Namen „Arena Wars Reloaded“.

## Auszeichnungen
- 1. Platz in der Kategorie „Innovation“ beim Deutschen Entwicklerpreis 2004
- 2. Platz in der Kategorie „Mid-Price-Game“ beim Deutschen Entwicklerpreis 2004